# Jeanne-Marie Leprince de Beaumont

Porträt, gemalt auf Elfenbein (Anonym)

Jeanne Marie Leprince de Beaumont, geborene Vaimboult (* 26. April 1711 in Rouen; † 8. September 1780 in Chavanod) war eine französische Romancière und Autorin zahlreicher zu Klassikern der Kinder- und Jugendliteratur gewordenen Märchen.

## Leben
Leprince de Beaumont war als Erzieherin tätig und arbeitete ab 1746 als Gouvernante in verschiedenen adligen Haushalten in London; zeitweise war sie für die Erziehung der Tochter des Politikers John Carteret, 2. Earl Granville, zuständig.

## Werk
De Beaumont gilt als erste Schriftstellerin, welche freiwillig einen einfachen Stil wählte, der für junge Lesende geeignet ist. Obwohl sie Geschichten misstraute, die sie als „schädlich für Kinder“ ansah, wird sie vor allem von dieser Zielgruppe immer noch gelesen.
Zu ähnlicher Zeit wie der als „Erfinder des Puzzles“ betitelte John Spilsbury (* 1739; † 1769) benutzte auch sie in den 1750ern Landkarten-Zuschnitte zu didaktischen Zwecken.
1748 veröffentlichte sie in Nancy ihren ersten Roman „Der Triumph der Wahrheit“, den sie dem König von Polen und Herzog von Lothringen Stanislas Leszczyński in Lunéville schenkte.
1756 veröffentlichte sie das Magasin des Enfan[t]s, ou Dialogues d’une sage gouvernante avec ses élèves („Magazin der Kinder oder Dialoge einer weisen Gouvernante mit ihren Schülern“), das großen Erfolg hatte: Noch im selben Jahr erschien es auch auf Englisch sowie auf Deutsch übersetzt vom Schriftsteller Johann Joachim Schwabe unter dem Titel Lehrreiches Magazin für Kinder zu richtiger Bildung ihres Verstandes und Herzens für die deutsche Jugend. Dank der darin enthaltenen gekürzten und abgewandelten Version fand das Märchen La Belle et la Bête („Die Schöne und das Biest“) in ganz Europa Verbreitung; wenig später wurde das Magasin auch auf Russisch, Italienisch, Griechisch und Spanisch veröffentlicht. Neben Märchen und Erzählungen enthielt es Lehrgespräche zwischen Erzieherin und Zögling, welche zum Ziel hatten, „…dass man die Sitten bilde, sich des Verstandes annehme, ihn ausziere, ihm eine geometrische Wendung gebe, das Äußerliche einrichte.“ 1764 erschien Le Magasin des Jeunes Dames („Magazin der jungen Damen“), in dem die Autorin in Lehrgesprächen mit ihren mittlerweile erwachsenen Zöglingen nicht nur die Wahl des Ehemanns erörtert, sondern sie auch anweist, wie sie eine Gouvernante auswählen und wie sie sich ihr gegenüber zu verhalten hätten: Eine Gouvernante musste nach Ansicht von de Beaumont die volle Autorität über ihre Zöglinge besitzen – wenn sie auch jedes Kind entsprechend seiner Individualität anders zu behandeln habe, so sei dieses doch ununterbrochen zu überwachen, zu formen und von bösen Einflüssen fernzuhalten. In ihrem eigenen Verhalten gegenüber dem Kind müsse sie stets die Ziele ihrer Erziehung vor Augen haben.
De Beaumont war die Urgroßmutter von Prosper Mérimée, dem Autor der Novelle „Carmen“, die als Vorlage für die gleichnamige Oper diente.

## Werke
- 1748: Le Triomphe de la vérité, ou Mémoires de M. de La Villette
  - Lettre en réponse à l’Année merveilleuse
- 1750/51: Le Nouveau magasin françois, ou Bibliothèque instructive et amusante
- 1756 (London): Magasin des enfans, ou Dialogues d’une sage gouvernante avec ses élèves de la première distinction, dans lesquels on fait penser, parler, agir les jeunes gens suivant le génie, le tempérament et les inclinations d’un chacun... on y donne un abrégé de l’histoire sacrée, de la fable, de la géographie, etc., le tout rempli de réflexions utiles et de contes moraux
  - Lettres de Mme Du Montier à la marquise de ***, sa fille, avec les réponses, où l’on trouve les leçons les plus épurées et les conseils les plus délicats... pour servir de règle dans l’état du mariage
- 1760: Magasin des adolescentes, ou Dialogues d’une sage gouvernante avec ses élèves de la première distinction
- 1761: Principes de l’histoire sainte, mis par demandes et par réponses, pour l’instruction de la jeunesse
- 1764:  Instructions pour les jeunes dames qui entrent dans le monde et se marient, leurs devoirs dans cet état et envers leurs enfans
- 1765: Lettres d’Emerance à Lucie
- 1766: Mémoires de Madame la Baronne de Batteville, ou la Veuve parfaite
- 1767: La Nouvelle Clarice, histoire véritable (Briefroman nach dem Vorbild von Samuel Richardsons Clarissa Harlowe von 1748)
- 1768: Magasin des pauvres, artisans, domestiques et gens de campagne
- 1770: Les Américaines, ou la Preuve de la religion chrétienne par les lumières naturelles
- 1774: Éducation complète, ou Abrégé de l’histoire universelle, mêlé de géographie et de chronologie
- 1772: Contes moraux
- 1779: La dévotion éclairée, ou magasin des dévotes

### Märchen
- Aurore et Aimée
- La belle et la bête (angelehnt an das Volksmärchen Die Schöne und das Biest)
- Bellotte et Laidronette
- Conte des trois souhaits
- Conte du pêcheur et du voyageur
- Joliette
- La curiosité
- La veuve et ses deux filles
- Le Prince Charmant
- Le Prince Chéri
- Le Prince Désir
- Le Prince Fatal et le Prince Fortuné
- Le Prince Tity